# Werner Gößling (Dirigent)
Werner Gustav Rudolf Gößling (* 17. Januar 1898 in Brackwede; † 8. September 1992 in Bremen) war ein deutscher Dirigent, Chorleiter, Komponist und Hochschullehrer. Er war Chefdirigent des Staatlichen Sinfonieorchesters und der Robert-Franz-Singakademie in Halle. 1951 wurde er in Halle zum Generalmusikdirektor ernannt. Von 1956 bis 1958 baut er das erste chinesische Sinfonieorchester im europäischen Stil auf.

## Leben
Werner Gößling wurde 1898 als Sohn von Eduard Gößling und dessen Frau Elisabeth Schrader im westfälischen Brackwede (heute ein Stadtteil Bielefelds) geboren. In Bielefeld besuchte er das humanistische Gymnasium. Während des Ersten Weltkriegs trat er im Juli 1915 in die Kaiserliche Marine ein. Bis August 1915 begann er zunächst eine Ausbildung an der Marineschule und absolvierte diese bis Oktober des Jahres auf der Freya. Im November 1915 erfolgte auf der Schwaben seine Beförderung zum Seekadetten. Er diente nachfolgend bis April 1916 auf der Pommern und wurde dort zum Fähnrich zur See ernannt, worauf er bis Juni 1916 auf der Elbing wirkte. Er besuchte bis September 1916 einen Navigationslehrgang und diente bis Kriegsende auf der Graudenz, wo er am 17. September 1917 zum Leutnant zur See befördert wurde. Am 27. Februar 1919 wurde er aus der Marine verabschiedet.
Für ein Philosophiestudium war er 1919 an der Ludwig-Maximilians-Universität München immatrikuliert. Später studierte er wohl die Fächer Kunstgeschichte, Philosophie und Germanistik in Heidelberg. 1920 ging er nach Berlin, wo er ein Musikstudium aufnahm. An der Friedrich-Wilhelms-Universität zu Berlin besuchte er Vorlesungen bei den Musikwissenschaftlern Johannes Wolf und Max Friedlaender. Gleichzeitig studierte er ab 1921 am Stern’schen Konservatorium, wo er von Carl Schröder, James Kwast und Wilhelm Klatte zum Kapellmeister ausgebildet wurde. Klatte führte ihn an die Musik Johann Sebastian Bachs heran. Darüber hinaus gehörten Alexander von Fielitz, Friedrich Ernst Koch und Nikolaus Rothmühl zu seinen Lehrern. Weiterhin bildete ihn Siegfried Ochs zum Chorleiter aus.
1922/23 wurde Gößling Solorepetitor am Landestheater Schwerin. Von 1923 bis 1925 war er als Kapellmeister und Chordirigent am Theater am Kohlenmarkt in der Freien Stadt Danzig tätig. 1926 wechselte er an das Nationaltheater Mannheim, wo er vor allem als Chordirigent u. a. des Lehrergesangsvereins Mannheim-Ludwigshafen wirkte. In Mannheim lernte er viel von den Gastdirigenten Wilhelm Furtwängler, Richard Strauss und Hans Pfitzner.
Im Jahr 1929 holte ihn Hermann Abendroth nach Köln. An der dortigen Oper war er Repertoire-Kapellmeister und 1. Chordirektor. Beim Gürzenich-Orchester trat er in den Spielzeiten 1929/30 und 1930/31 unter Generalmusikdirektor Eugen Szenkar als Theaterkapellmeister in Erscheinung. Außerdem wurde er an der Kölner Hochschule für Musik Leiter der Opernschule, die er wesentlich mit konzipierte.
Bereits zum 1. Februar 1932 trat Gößling in die NSDAP ein (Mitgliedsnummer 894.495). Auf Betreiben der Partei wurde er zum 1. Juli 1933 als Musikdirektor der Stadt Bielefeld eingesetzt. Nachdem Gößling also die Position des gekündigten Max Cahnbleys eingenommen hatte, trat im September 1933 Heinrich Kaminski in Folge einer Auseinandersetzung mit Gößling als Leiter der Sinfoniekonzerte und im Juni 1934 als Leiter des Musikvereins zurück. Stücke von jüdischen und sozialistischen Künstlern wurden aus dem Spielplan verbannt. Stattdessen wurden in der Oper Bielefeld nun Werke Richard Wagners favorisiert. In Detmold dirigierte er das Orchester bei den Richard-Wagner-Festwochen, wo teilweise Heinz Tietjen die Regie übernahm. Neben Wagner dirigierte er in jenen Jahren auch verstärkt Mozart, Beethoven, Brahms und Bruckner. Darüber hinaus betätigkte er sich als Dirigent beim Deutschlandsender und beim Sender Hamburg. Gößling konkurrierte in Bielefeld in den 1930er Jahren mit Hans Hoffmann, der als Chorleiter des Bielefelder Musikvereins die Hälfte der Sinfoniekonzerte des Städtischen Orchesters übernahm. Ab 1938 sind Streitigkeiten über Amtsgewalt und Orchesterproben dokumentiert. Am 3. Juni 1940 wurde Gößling zur Wehrmacht (Kriegsmarine) eingezogen, woraufhin Hoffmann dessen Amt zunächst kommissarisch und ab April 1943 vollständig übernahm.
Nach der Kriegsgefangenschaft war er von 1945 bis 1948 Musikalischer Oberleiter an den Städtischen Bühnen Flensburg. Im Zuge eines Probedirigats wurde er 1950 in der Nachfolge von Walter Schartner Chefdirigent des Landes-Volksorchesters Sachsen-Anhalt, das er bis 1956 als Landes-Sinfonieorchester (1952) bzw. Staatliches Sinfonieorchester (1954) leitete. Ende 1953 erfolgte die Eingliederung der Robert-Franz-Singakademie. Entsprechend trat Gößling auch mit Oratorienaufführungen in Erscheinung, so leitete er 1952 das Abschlusskonzert der Händel-Festspiele Halle. Die Interpretationen der Händel-Oratorien Samson (1953) und Joshua (1954) aber blieben trotz solider Besetzung hinter den Opernaufführungen von Horst-Tanu Margraf zurück. 1953/54 etablierte Gößling zu den Jahreswechseln in Halle die Aufführung von Ludwig van Beethovens 9. Sinfonie. Wegen seiner Leistungen wurde er 1951 durch die Staatliche Kommission für Kunstangelegenheiten zum Generalmusikdirektor ernannt. Ferner wurde er Leiter der Kapellmeisterausbildung an der Hochschule für Musik in Halle, wo 1952 seine Ernennung zum Professor erfolgte. Zu den Absolventen seiner Dirigentenklasse gehörten u. a. Johannes Schröder, Günther Lossau und Joachim Widlak. Relativ früh betätigte er sich im Bezirksverband Halle-Magdeburg des Komponistenverbandes der DDR. In die kritisch beäugte Programmplanung seines Orchesters flossen allerdings nur wenige zeitgenössische Werke von DDR-Komponisten ein.
Im Jahr 1956 erhielt er einen Ruf nach Peking, wo er ein erstes chinesisches Sinfonieorchester nach europäischem Vorbild aufbauen sollte, das heutige China National Symphony Orchestra. Dazu bildete er mehrere chinesische Dirigenten aus. Einerseits hatte ihn sein „väterliche[r] Freund“ Hermann Abendroth nach China vermittelt, andererseits fand wohl schlicht eine Fortlobung seitens des Rates der Stadt statt.
Da Abendroth 1956 verstorben war, kam ein ursprünglich angedachter Ruf nach Weimar nicht mehr zustande. Stattdessen ging Gößling in die Bundesrepublik Deutschland, wo er von 1958 bis zum Ruhestand 1962 als Chefdirigent des Philharmonischen Orchesters Nordwest in Wilhelmshaven wirkte. Von 1958 bis 1969 war er außerdem Leiter des Orchesters der Musikfreunde Bremen. Mit diesem Laienorchester brachte er verschiedene Werke von Bremer Komponisten zur Uraufführung. Von 1970 bis 1973 war er als Nachfolger von Gerd Reinfeldt 1. Vorsitzender des Landesverbandes Bremen im Deutschen Tonkünstlerverband. Ferner leitete er bis 1974 den Landeswettbewerb von Jugend musiziert in Bremen.

## Familie und Nachlass
Gößling war in erster Ehe mit Eva von Carlowitz verheiratet. Nach deren Tod 1925 ehelichte er Thekla Hoffmann, geb. Wille. Er war ein Vetter des Geigers Georg Kulenkampff.
Sein Nachlass befindet sich in der Universitätsbibliothek der LMU München. Weitere Briefwechsel sind u. a. in der Sächsischen Landesbibliothek – Staats- und Universitätsbibliothek in Dresden, der Universitätsbibliothek in Leipzig und dem Stadtarchiv und der Landesgeschichtlichen Bibliothek in Bielefeld überliefert.

## Werke (Auswahl)
- Schauspielmusik für kleines Orchester zur Komödie Volpone von Ben Jonson (UA Mannheim 1927)
- Musik für mittleres Orchester zur Komödie Liebes Leid und Lust von William Shakespeare (UA Mannheim 1927)
- Musik für mittleres Orchester zum Ideendrama Don Juan und Faust von Christian Dietrich Grabbe (UA Mannheim 1928)
- Operette Die Ministerin mit einem Libretto von Otto Rudolf Frank (UA Mannheim 1928)